# 52-я стрелковая дивизия (2-го формирования)
52-я стрелковая дивизия — стрелковое соединение (стрелковая дивизия), второго формирования, РККА Вооружённых Сил СССР в Великой Отечественной и Японской войнах.
Полное действительное наименование стрелкового соединения, по окончании Второй мировой войны — 52-я стрелковая Шумлинско-Венская дважды Краснознамённая ордена Суворова дивизия. Формирование стрелков было в действующей армии Вооружённых сил Советского Союза, в периоды:
- с 20.07.1942 по 26.09.1943;
- с 26.10.1943 по 11.05.1945;
- с 09.08. по 03.09.1945.

## История
26 декабря 1941 года за боевые отличия, героизм, мужество и отвагу личного состава 52-й стрелковой дивизии она была награждена почётным званием «Гвардейская» и преобразована в 10-ю гвардейскую стрелковую дивизию.
А новое соединение с войсковым номером (№) 52 было сформировано 1 марта 1942 года в Коломне на базе 5-й сапёрной бригады.
В начале июня 1942 года переброшена из Коломны в район Солнечногорска, в середине июня 1942 года передислоцирована в Данилов, 17.07.1942 отправлена из Данилова в Старицу, Высокое.
Первый бой приняла 23.07.1942 года под Ржевом. Приняла участие в Ржевско-Сычевской стратегической наступательной операции, вышла на северную окраину Ржева. За время боёв под Ржевом в дивизии трижды сменился состав.
01.01.1943 дивизии было приказано совершить переход (марш) в район Молвотиц, однако дивизию погрузили на станциях Панино и Старица и перебросили в состав Юго-Западного фронта 19.01.1943 года дивизия разгрузилась на станции Калач, и тут же переброшена в Старобельск, куда основные части дивизии прибыли 27.01.1943 года. Была направлена на Мариуполь, с боями форсировала Северский Донец. 25.02.1943 года заняла Барвенково, попала в окружение, выйдя отошла к Изюму. С марта по июль 1943 года держала оборону по реке Северский Донец, южнее Белгорода, тридцатью километрами южнее Волчанска. Во время Курской битвы держала оборону на вверенном рубеже. 09.08.1943 года вновь форсировала Северский Донец. 23.08.1943 года принимала участие в освобождении Харькова. Наступала на юг, приняла участие в освобождении Краснограда, до 03.11.1943 года пополнялась и догоняла фронт, заняла оборону на реке Ингулец, где находилась до марта 1944 года, когда началось наступление. В наступлении форсировала Ингул, Южный Буг, Днестр. Принимала участие в Ясско-Кишинёвской операции, 31.08.1944 года переправилась через Дунай, прошла через Румынию, Болгарию, в сентябре 1944 года вступила на территорию Югославии, где 20.10.1944 года был освобождён Белград. В дальнейшем наступала вверх по Дунаю, 18.12.1944 года была переброшена в Венгрию. 25.12.1944 года заняла позиции у города Чаквар, на внешнем кольце окружения Будапешта, в боях понесла тяжёлые потери. Наступала в Венгрии, 01.04.1945 года перешла границу с Австрией и овладела пригородом Вены, 07.04.1945 года дивизию перебросили в Чехословакию, где 22.04.1945 года начала наступление на Брно, а затем, по взятии, преследовала отступающего на запад врага до 12.05.1945 года.
В начале июня 1945 года отправлена со станции Черчаны (г. Бенешов), 15.07.1945 года выгрузилась на станции Боин Тумень и совершила марш к месту дислокации до реки Керулен. Приняла участие в Хингано-Мукденской операции являющейся частью Маньчжурской стратегической операции. Закончила боевые действия в городе Фусинь.
Принимала участие в освобождении или взятии городов Бендеры, Констанца, Шумен, Белград, Будапешт, Эстергом, Брно, Брук, Дьёр, Комаром, Мукден, Цицикар, Порт-Артур.
На её базе 17 мая 1957 года была сформирована 52-я мотострелковая Мелитопольская Краснознамённая дивизия (52 мсд , Войсковая часть (В/Ч) 41678) в городе Керчь, Крымская область. Дивизия имела статус кадрированной, поэтому была укомплектована личным составом вооружением и военной техникой на 15 % (1 900 человек) от штатной численности военного времени.

## В составе
52 сд находилась в составе следующих вышестоящих формирований:
- Московский военный округ — на 01.04.1942 года.
- Резерв Ставки ВГК, 4-я резервная армия — на начало июня 1942 года
- Резерв Ставки ВГК, 2-я резервная армия — на 01.07.1942 года
- Западный фронт, 30-я армия — на 01.10.1942 года
- Юго-Западный фронт, фронтовое подчинение — на 01.01.1943 года
- Юго-Западный фронт, 3-я танковая армия — на 01.04.1943 года
- Юго-Западный фронт, 57-я армия — на 01.07.1943 года
- Резерв Ставки ВГК, 69-я армия, 76-й стрелковый корпус — на 01.10.1942
- 2-й Украинский фронт, 57-я армия, 64-й стрелковый корпус — на 01.01.1944 года
- 3-й Украинский фронт, 57-я армия, 64-й стрелковый корпус — на 01.04.1944 года
- 3-й Украинский фронт, 4-я гвардейская армия, 68-й стрелковый корпус — на 01.01.1945 года
- 2-й Украинский фронт, 46-я армия, 18-й гвардейский стрелковый корпус — на 01.04.1945 года
- Забайкальский фронт, 53-я армия, 57-й стрелковый корпус — с июля 1945 года по сентябрь 1945 года.

## Состав
- управление
- 429-й стрелковый Хинганский Краснознамённый ордена Кутузова полк
- 431-й стрелковый Хинганский Краснознамённый ордена Кутузова полк
- 439-й стрелковый Хинганский орденов Суворова и Богдана Хмельницкого полк
- 1028-й артиллерийский Хинганский ордена Александра Невского полк
- 405-й отдельный истребительно-противотанковый дивизион
- 127-я отдельная разведывательная рота
- 164-й отдельный сапёрный батальон
- 587-й отдельный батальон связи (563-я отдельная рота связи)
- 106-й медико-санитарный батальон
- 42-я отдельная рота химической защиты
- 527-я автотранспортная рота
- 371-я полевая хлебопекарня
- 842-й дивизионный ветеринарный лазарет
- 1827-я дивизионная ремонтная мастерская
- 1150-я полевая почтовая станция
- 201-я полевая касса Госбанка

## Командование

### Командиры
- Джахуа, Кирилл Кочоевич (01.03.1942 — 14.04.1942), подполковник
- Андреев, Владимир Семёнович (23.04.1942 — 27.08.1942), полковник
- Вагин, Леонид Иванович (28.08.1942 — 07.05.1943), полковник
- Козачук Константин Павлович (08.05.1943 — 23.05.1943), подполковник
- Фадеев Пётр Дмитриевич (24.05.1943 — 11.08.1943), подполковник
- Максимов Александр Яковлевич (12.08.1943 — 01.01.1944), полковник
- Миляев, Леонид Михайлович (05.01.1944 — ??.09.1945), полковник, с 13.09.1944 года генерал-майор [1]
- Радыгин, Пётр Иванович (??.09.1945 — ??.11.1945), генерал-майор[2].

### Начальники штаба
- Дубровский, Александр Иванович, подполковник (май 1945 года)[3]

## Награды
- 27.09.1944 — почётное наименование «Шумлинская» — присвоено приказами Верховного Главнокомандующего №№ 185 от 9 сентября 1944 года[4] и  № 0319 от 27 сентября 1944 года за отличие в боях при взятии города Шумен (Шумла) (Болгария) [5] [6]
- 14.11.1944 —  Орден Красного Знамени — за образцовое выполнение боевых заданий командования на фронте борьбы с немецкими захватчиками, за освобождение города Белград и проявленные при этом доблесть и мужество.[7]
- 26.04.1945 —  Орден Суворова II степени — за образцовое выполнение боевых заданий командования на фронте борьбы с немецкими захватчиками при прорыве обороны немцев в горах Вэртэшхэдьшэг западнее Будапешта, овладении городами Естергом, Несмей, Фельшегалла, Тата и проявленные при этом доблесть и мужество.[8]
- 17.05.1945 — почётное наименование «Венская» — присвоено приказом Верховного Главнокомандующего № 085 от 17 мая 1945 года за отличие в боях проявленное при взятии столицы Австрии Вены.
- 20 сентября 1945 года —  Орден Красного Знамени — награждена указом Президиума Верховного Совета СССР от 20 сентября 1945 года за образцовое выполнение заданий командования в боях против японских войск на Дальнем Востоке при прорыве Маньчжуро-Чжалайнурского и Халун-Аршанского укреплённых районов, форсировании горного хребта Большой Хинган, овладение городами Чанчунь, Мукден, Цицикар, Жэхэ, Дайрэн , Порт-Артур и проявленные при этом доблесть и мужество.[9]

Награды частей дивизии:
- 429-й стрелковый Хинганский Краснознамённый[10] ордена Кутузова[11] полк
- 431-й стрелковый Хинганский Краснознамённый[12] ордена Кутузова[10] полк
- 439-й стрелковый Хинганский орденов Суворова[13] и Богдана Хмельницкого (II степени)[14] полк
- 1028-й артиллерийский Хинганский ордена Александра Невского[10] полк
- 164-й отдельный сапёрный ордена Красной Звезды[13] батальон

## Отличившиеся воины дивизии
- Бочарников, Пётр Степанович, командир взвода 429-го стрелкового полка, младший лейтенант. Звание присвоено 13.09.1944 года за отвагу при форсировании Днестра.
- Булда, Степан Константинович, пулемётчик 129-го стрелкового полка, красноармеец. Герой Советского Союза. Звание присвоено 13.09.1944 года за отвагу при форсировании Днестра.
- Гуров, Юрий Сергеевич, командир роты 429-го стрелкового полка, младший лейтенант. Звание присвоено 13.09.1944 года за отвагу при форсировании Днестра.
- Гусев, Иван Михайлович, комсорг 429-го стрелкового полка, старший лейтенант. Герой Советского Союза. Звание присвоено 13.09.1944 года за отвагу при форсировании Днестра 13.04.1944 года.
- Камзин, Канаш, командир роты 429-го стрелкового полка, лейтенант. Звание присвоено 13.09.1944 года за отвагу при форсировании Днестра 13.04.1944 года.
- Коряковский, Иван Сергеевич, командир миномётной роты 429-го стрелкового полка, лейтенант. Герой Советского Союза. Звание присвоено 13.09.1944 года за отвагу при форсировании Днестра 13.04.1944 года.
- Котлов, Николай Васильевич, командир 1-й роты 429-го стрелкового полка, лейтенант. Герой Советского Союза. Звание присвоено 13.09.1944 года за отвагу при форсировании Днестра 13.04.1944 года.
- Кузнецов, Иван Алексеевич (1922—1944), командир стрелкового взвода 429-го стрелкового полка, младший лейтенант. Герой Советского Союза (посмертно). Звание присвоено 13.09.1944 года за отвагу при форсировании Днестра 13.04.1944 года.
- Кузьмин, Василий Михайлович, командир миномётного взвода 82-мм миномётов 429-го стрелкового полка, младший лейтенант. Герой Советского Союза. Звание присвоено 13.09.1944 года за отвагу при форсировании Днестра 13.04.1944 года.
- Кулаков, Константин Фёдорович, командир роты 431-го стрелкового полка, лейтенант. Звание присвоено 13.09.1944 года за отвагу при форсировании Днестра 13.04.1944 года.
- Морозов, Иван Иванович, командир батальона 429-го стрелкового полка, лейтенант. Звание присвоено 13.09.1944 года за отвагу при форсировании Днестра 13.04.1944 года.
- Невгодовский, Николай Григорьевич, стрелок 429-го стрелкового полка, красноармеец. Звание присвоено 13.09.1944 года за отвагу при форсировании Днестра 13.04.1944 года.
- Ралдугин, Михаил Алексеевич, стрелок 429-го стрелкового полка, красноармеец. Герой Советского Союза. Звание присвоено 13.09.1944 года за отвагу при форсировании Днестра 13.04.1944 года.
- Ременной, Фёдор Петрович, комсорг батальона 429-го стрелкового полка, старшина. Звание присвоено 13.09.1944 года за отвагу при форсировании реки Днестр 13.04.1944 года.
- Румянцев, Дмитрий Михайлович, командир 164-го отдельного сапёрного батальона, капитан. Герой Советского Союза. Звание присвоено 13.09.1944 года за отвагу при форсировании Днестра 13.04.1944 года.
- Сербулов, Владимир Фёдорович, командир стрелковой роты 431-го стрелкового полка, старший лейтенант. Звание присвоено 13.09.1944 года за отвагу при форсировании Днестра 13.04.1944 года.
- Ситников, Алексей Михайлович, наводчик миномёта 429-го стрелкового полка, сержант. Герой Советского Союза. Звание присвоено 13.09.1944 года за отвагу при форсировании Днестра 13.04.1944 года.

 Кавалеры ордена Славы трёх степеней.
- Атаев, Пулат, рядовой, разведчик 127 отдельной разведывательной роты.
- Бугаев, Семён Васильевич, сержант, командир расчёта станкового пулемёта 439 стрелкового полка.
- Катечкин, Иван Егорович, старшина, командир огневого взвода 1028 артиллерийского полка.